# Малый Паговец
Малый Паговец — река в России, протекает в Вохомском районе Костромской области. Устье реки находится в 1,4 км по правому берегу реки Большой Паговец. Длина реки составляет 16 км, площадь водосборного бассейна 44,9 км².
Исток реки находится у деревни Борисоглебская в 12 км к северо-западу от посёлка Вохма. Река течёт на северо-восток. На берегах реки расположены деревни Стахино, Козловка, Косогор, Ванюшкино, Ерусалим. Впадает в Большой Паговец у деревни Паговец, 1,4 километрами выше впадения самого Большого Паговца в Вохму.

## Данные водного реестра
По данным государственного водного реестра России относится к Верхневолжскому бассейновому округу, водохозяйственный участок реки — Ветлуга от истока до города Ветлуга, речной подбассейн реки — Волга от впадения Оки до Куйбышевского водохранилища (без бассейна Суры). Речной бассейн реки — (Верхняя) Волга до Куйбышевского водохранилища (без бассейна Оки).
По данным геоинформационной системы водохозяйственного районирования территории РФ, подготовленной Федеральным агентством водных ресурсов:
- Код водного объекта в государственном водном реестре — 08010400112110000041295
- Код по гидрологической изученности (ГИ) — 110004129
- Код бассейна — 08.01.04.001
- Номер тома по ГИ — 10
- Выпуск по ГИ — 0